# Görkem Doğan
Görkem Doğan (Bodrum, 11 maggio 1998) è un cestista turco.